# Casco trincado

Desenho que mostra a diferença entre o casco trincado (clinker) e o liso (carvel)

O casco trincado caracteriza-se pelo facto de as tábuas que constituem o tabuado do casco se sobreporem.
Igualmente neste tipo de construção, o esqueleto da embarcação é construído depois de o casco ter tomado forma, assumindo a forma do casco, ao invés de lhe dar a forma.
Este tipo de construção naval era mais comum na Europa do Norte, sendo que na Europa do Sul e no mediterrâneo se utilizar mais os cascos lisos. Aliás, segundo algumas opiniões, o termo inglês que define casco liso carvel seria uma deturpação da palavra caravel, ou seja de caravela.